# Cypress Semiconductor Corporation

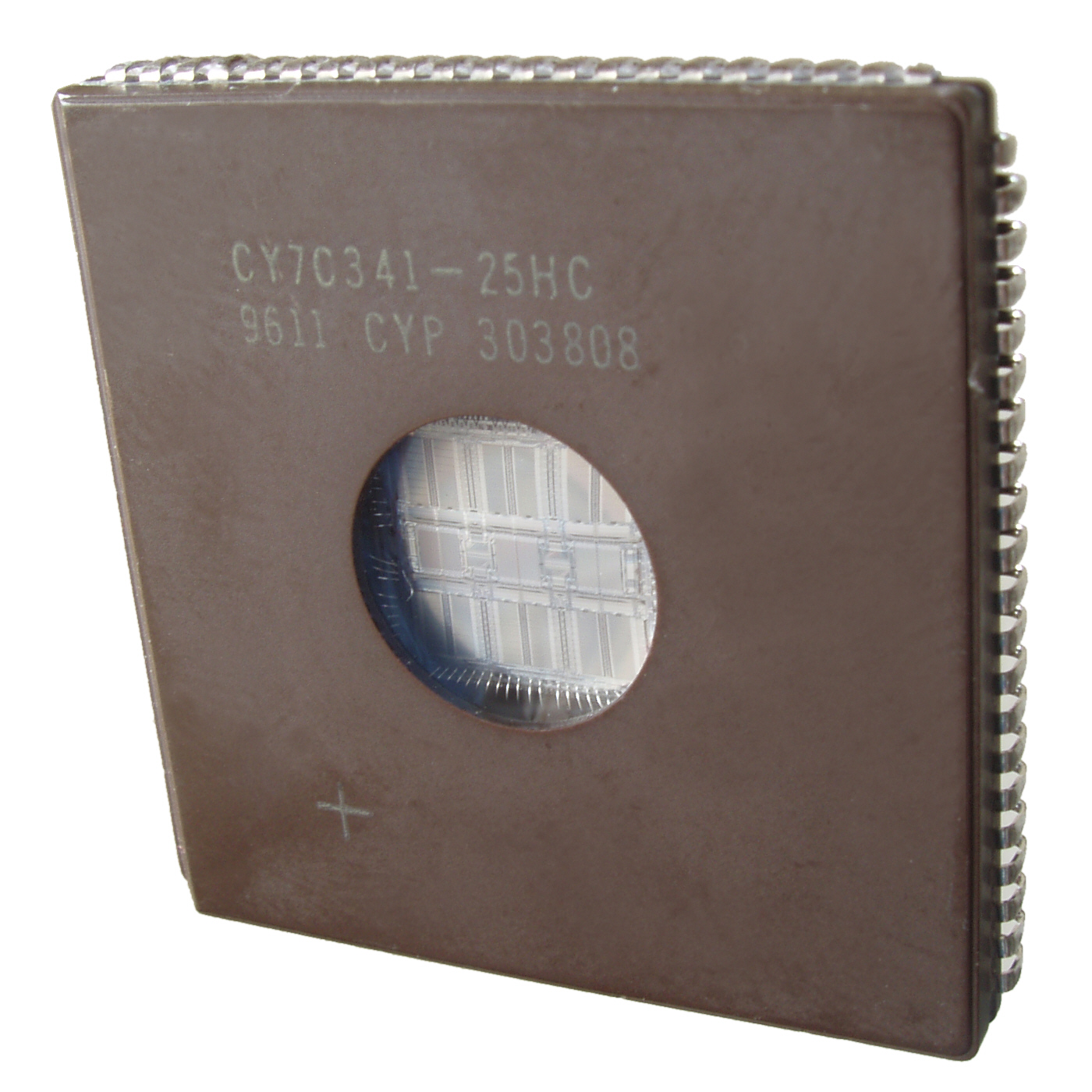
Ein EPLD von Cypress Semiconductor im PLCC-Chipgehäuse

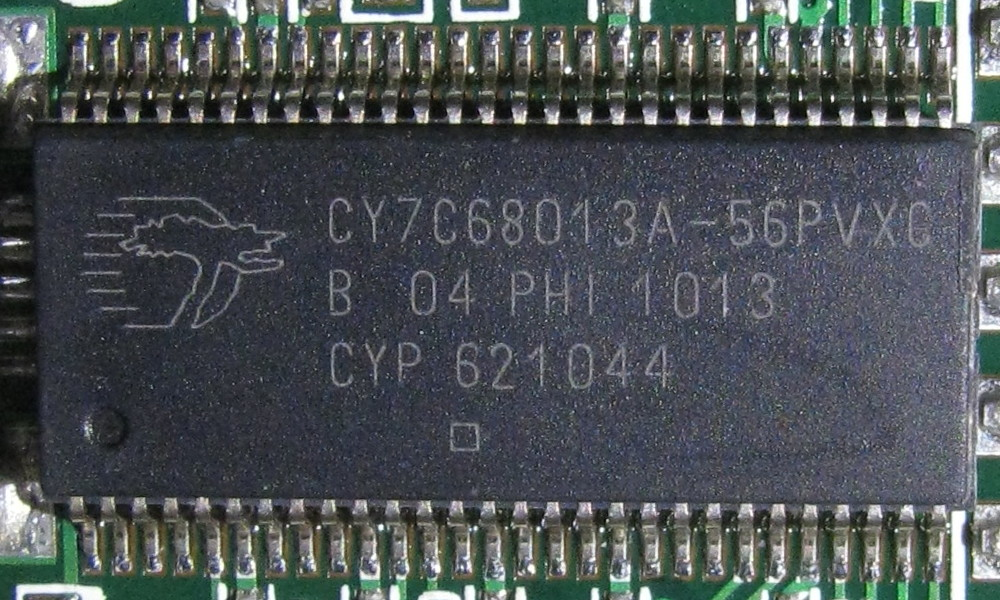
Ein Cypress-USB-Mikrocontroller

Cypress Semiconductor Corporation war bis zur Übernahme durch die deutsche Infineon Technologies AG im Jahr 2020 ein US-amerikanischer Halbleiterhersteller mit Firmensitz in San Jose, Kalifornien.

## Geschichte
Cypress Semiconductor wurde im Jahr 1982 von T. J. Rodgers und anderen Kollegen von AMD und AMI Semiconductors mit Unterstützung durch die Sevin Rosen Funds gegründet. T. J. Rodgers war bis April 2016 President und CEO des Unternehmens. Sein Nachfolger war Hassane El-Khoury. 2016 hatte das Unternehmen etwa 7000 Mitarbeiter und einen Umsatz von 2 Mrd. US-Dollar. Über Jahre erwarb Cypress Semiconductor andere Firmen oder fusionierte mit ihnen. Dazu gehören Ramtron, die Wireless-IoT-Sparte von Broadcom (2016) sowie die Fusion mit Spansion (2015). Im Juni 2019 wurde bekannt, dass die deutsche Infineon eine Übernahme von Cypress Semiconductor für rund 9 Milliarden Euro anstrebt. Infineon schloss die Übernahme im April 2020 ab und wurde damit zu einem der zehn größten Halbleiterhersteller weltweit.

## Produkte
Cypress Semiconductor war vor allem als Hersteller von statischen RAMs bekannt. Durch die Fusion mit Spansion wurde Cypress auch ein wichtiger Lieferant für FLASH-Produkte. Weitere Produktlinien waren 8-bit-/16-bit- und 32-bit-Mikrocontroller sowie PSoC (Programmable System on Chip), Touch Controller, Clock-Buffer, PMIC (Power Management IC), Wireless- und USB-Chips sowie diverse Module.

## Die wichtigsten Produktbereiche
- static RAM, non-volatile RAM
- serial / parallel FLASH
- USB-Mikrocontroller
- PSoC Programmable System on Chip
- CapSense Controllers[10]
- Cypress Truetouch Multi-Touch-Sensing-Systeme
- Programmierbare Taktgeneratoren
- Control Communications